# 楠町 (山口県)
楠町（くすのきちょう）は、山口県の南西部にかつてあった町。2004年11月1日に宇部市へ編入された。

## 地理
有帆川中流域両岸の船木（ふなき）地区、有帆川上流域両岸の万倉（まぐら）地区、及び厚東川中流域の右岸に位置する吉部（きべ）地区の3地区に大分される。町域の北及び西側は山地で囲まれ、東側も厚東川左岸の宇部市小野地区を挟んで山地となっている。南側は有帆川に沿って平地が開けており、小野田市（現・山陽小野田市）に連なる。
- 山 : 荒滝山
- 河川 : 有帆川、厚東川

## 歴史

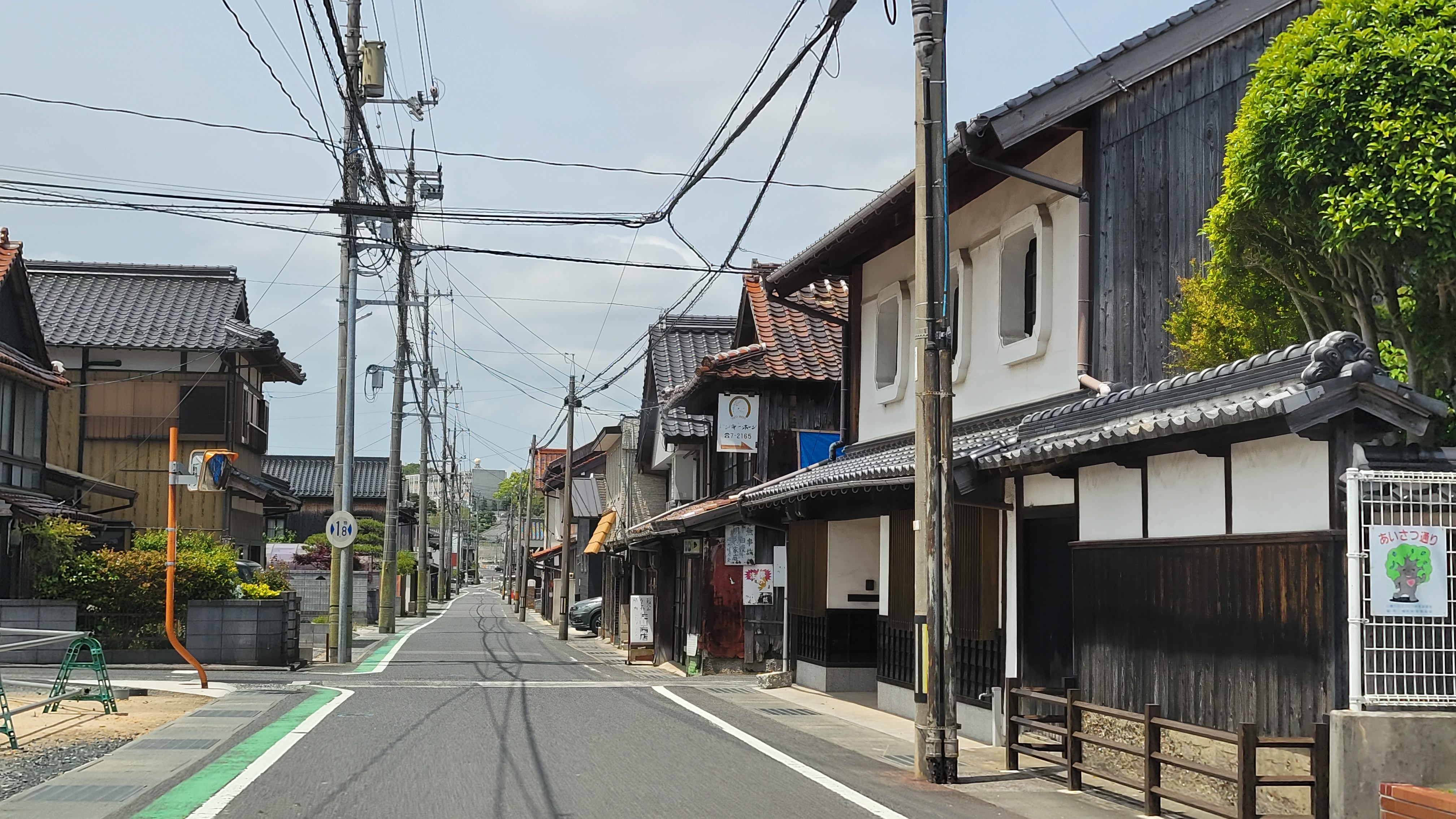
旧山陽道の宿場町（船木）

- 神功皇后にゆかりのある地であり、町名の楠町もその伝説に因む。また、町内の船木や万倉と言った地名もその伝説に由来している。

- 江戸時代は船木が山陽道の宿場町となり栄えた。1650年に船木宰判が設置され、以後大正時代あたりまで旧厚狭郡の中心地となる。また、船木に代官所と、旧厚狭郡一帯に炭鉱を掘る権利である“鉱区”を与える役所があった。現在も船木には家庭裁判所と簡易裁判所が残っている。

- 旧楠町の船木や万倉、吉部は、山陽小野田市の厚狭地区・有帆地区とともに、『厚狭の寝太郎（三年寝太郎）』の説話の舞台になっている。ワラジに使ったワラは、おいしい米がたくさんできるところでもある吉部のワラを使い、“船をつくるための木”として使われたのは、万倉（まぐら）地区が日光を遮られて“まっくら”になるほどの大きな“クスノキ”の大木だと言われている。また、万倉の意味は、この辺り一帯の土地が肥えていて米などがたくさんとれ、隣接する船木が宿場町で栄えていたことから“蔵がたくさん（蔵が万の数）”あって豊かだということからも由来している。そして、有帆で“船の帆”をつくって、有帆から佐渡へ向けて出航したという。

### 沿革
- 1955年（昭和30年）4月1日 - 船木町・吉部村・万倉村が合併して楠町が発足。
- 2004年（平成16年）11月1日 - 宇部市に編入。同日楠町廃止。宇部市船木・吉部・万倉地区となる。

## 地域

### 行政

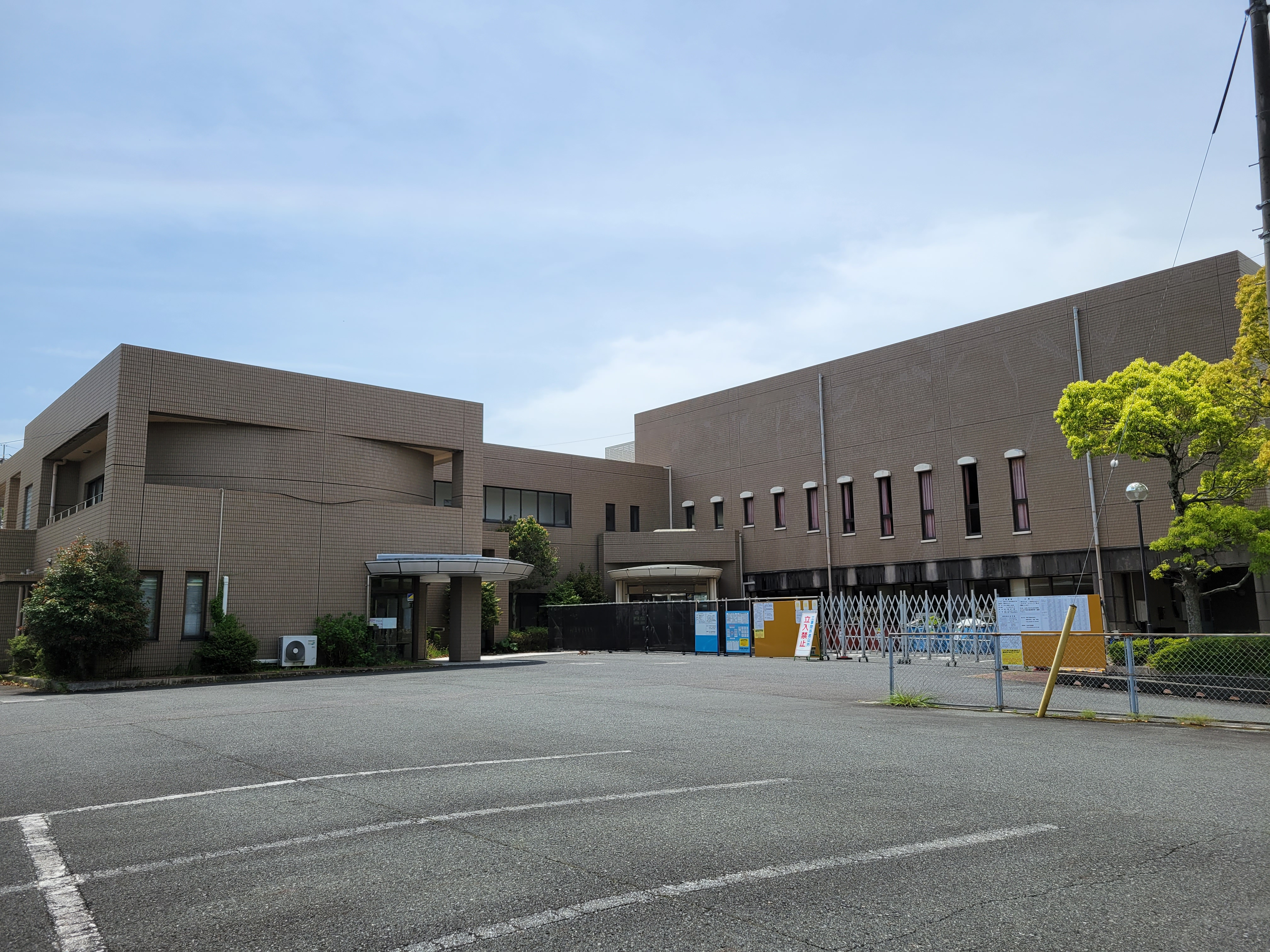
楠総合センター、ルネッサンスホールなどを有する。2023年11月以降は宇部市北部総合支所としても活用されている。

旧楠町役場（1963年整備）は第1庁舎から第4庁舎まであり、合併後は宇部市楠庁舎として使用され、1991年には第1庁舎に北部総合支所が設置された。しかし、老朽化のため、2023年（令和5年）11月6日に宇部市北部総合支所は楠総合センター内に移転し、第1庁舎と第2庁舎は解体、第4庁舎は売却、第3庁舎は倉庫として利用される予定である。

### 教育
町内に高校がないため、厚狭学区内（宇部市・山陽小野田市・美祢市）の高校への進学が基本となる。なお、合併後の2016年の学区撤廃まで普通科の通学区域外だった（定員の5%以内の入学枠の制限があった）山口市や下関市の高校へ通学（下宿）する人もいる。

## 交通

### 道路
町の東西を国道2号が、南北を山口県道29号宇部船木線・山口県道30号小野田美東線・山口県道37号宇部美祢線が貫いている。中心地の船木が元々山陽道の宿場町だったこともあり、山口県道29号宇部船木線・山口県道30号小野田美東線は船木鉄道の廃線敷を利用するなどして比較的早い時期から整備が行われ、宇部・小野田地区と萩・美東地区を結ぶ幹線ルートとなっている。また、この道路は、宇部・小野田市街から秋吉台などに行く際にも便利である。
一般国道
- 国道2号

主要地方道
- 山口県道29号宇部船木線
- 山口県道30号小野田美東線
- 山口県道37号宇部美祢線

一般県道
- 山口県道224号西万倉山陽線
- 山口県道225号船木津布田線
- 山口県道230号伊佐吉部山口線
- 山口県道231号美祢小郡線
- 山口県道339号東吉部秋吉線
- 山口県道349号江汐公園線
- 山口県道355号奥万倉厚狭線

### 鉄道
かつては宇部 - 船木町 - 万倉 - 吉部間を結ぶ船木鉄道が通っていたが、1961年までに全区間が廃止され、同社のバス路線に転換された。現在の最寄り駅は山陽本線宇部駅・小野田駅。

## 名所・旧跡・観光スポット・祭事・催事

### 名所
- 岡崎八幡宮
- 宗方温泉
- 吉部の大岩郷

### 特産品
- 赤間硯
- 琴